# Lego Monkie Kid
Lego Monkie Kid es un tema de Lego inspirado en Monkey King y Journey to the West. Está licenciado por The Lego Group. El tema se introdujo por primera vez en 2020.

## Descripción General
La línea de productos se centra en Monkie Kid y sus amigos, que luchan contra el Demon Bull King y su ejército de Bull Clones que intentan apoderarse de la ciudad.

## Desarrollo
Lego Monkie Kid es la primera línea de productos de The Lego Group basada en la cultura china. Aunque The Lego Group había lanzado anteriormente sets de Lego para el Año Nuevo Chino, era la primera vez que la compañía lanzaba una línea completa de productos basada en un tema chino. Tras una investigación en China, The Lego Group descubrió que la historia clásica china del Rey Mono y Viaje al Oeste es ampliamente conocida dentro de la cultura china. Como resultado, la historia fue elegida como la principal inspiración para Lego Monkie Kid.. Simon Lucas, director creativo senior comentó: "Se siente como si estuviera en el ADN de todos los presentes. Así que pensamos que era un gran punto de partida para contar una nueva historia que tiene sus raíces en la cultura china". El tema de Lego se desarrolló a lo largo de dos años e interpretó la historia de una manera diferente a la original. Lucas explicó: "Las personas con las que hablamos han crecido con estas historias, y queríamos descubrir qué era importante para ellos y cómo interpretarlo de una manera nueva ... Entonces, ser 100% exactos con el original no era necesario, de verdad, porque estábamos recogiendo los ingredientes clave ". Sin embargo, la línea de productos incluye personajes reconocibles de Journey to the West. 
Los diseñadores detrás de Lego Monkie Kid habían revelado que investigar historias chinas y probar con niños era importante en el desarrollo del nuevo tema. El gerente de diseño sénior de Lego, Dennis Fong, explicó: "Sentimos que alcanzamos algo realmente grande cuando teníamos este concepto del Rey Mono", y continuó: "Al ver toda la energía de los niños, los padres, cómo pudieron reconocerlo instantáneamente porque teníamos muchos elementos icónicos clave allí. Y, ya sabes, no necesitábamos contar una nueva historia. Teníamos la vieja historia como base sobre la que construir ".

## Temporadas
| Temporada | Temporada | Episodios | Episodios | Emisión original                     | Emisión original                     |
| Temporada | Temporada | Episodios | Episodios | Primera emisión                      | Última emisión                       |
| --------- | --------- | --------- | --------- | ------------------------------------ | ------------------------------------ |
|           | Especial  | Especial  | Especial  | 13 de junio de 2020 (Malasia)        | 13 de junio de 2020 (Malasia)        |
|           | 1         | 10        | 10        | 13 de septiembre de 2020 (Malasia)   | 03 de octubre de 2020 (Malasia)      |
|           | Especial  | Especial  | Especial  | 27 de marzo de 2021 (Malasia)        | 27 de marzo de 2021 (Malasia)        |
|           | 2         | 10        | 10        | 01 de mayo de 2021 (Australia)       | 29 de mayo de 2021 (Australia)       |
|           | 3         | 10        | 10        | 17 de abril de 2022 (Hong Kong)      | 15 de mayo de 2022 (Hong Kong)       |
|           | Especial  | Especial  | Especial  | 1 de junio de 2022 (Reino Unido)     | 2 de junio de 2022 (Reino Unido)     |
|           | 4         | 10        | 10        | 10 de marzo de 2023 (Estados Unidos) | 10 de marzo de 2023 (Estados Unidos) |
|           | Especial  | Especial  | Especial  | 19 de junio de 2023 (Estados Unidos) | 19 de junio de 2023 (Estados Unidos) |
|           | 5         | 10        | 10        | 16 de julio de 2024 (Estados Unidos) | 16 de julio de 2024 (Estados Unidos) |

## Personajes

### Héroes
Monkie Kid (" MK " para abreviar): El protagonista principal de la serie Lego Monkie Kid . Un joven repartidor de fideos, elegido por el Rey Mono como nuevo sucesor para luchar contra las fuerzas del mal. Doblado por Jack DeSena .
Mei : La descendiente del legendario Caballo Dragón Blanco y la mejor amiga de MK. Doblado por Stephanie Sheh .
Sr. Tang : Un cliente habitual de la tienda de fideos de Pigsy's, que a menudo le cuenta a Monkie Kid sobre la historia del Rey Mono a cambio de fideos gratis. Doblado por David Chen. 
Pigsy :  Propietario y jefe de cocina de la tienda de fideos de Pigsy. Doblado por Dave B. Mitchell . 
Sandy : Un duro soldado que se convirtió en un "pacifista" después de ir a terapia por su ira incontrolable, que todavía ayuda a MK y a sus amigos en sus aventuras. Doblado por Patrick Seitz . 
Mo el gato : el gato mascota de Sandy. También doblado por Stephanie Sheh. 
Rey Mono :  El rey legendario que luchó contra el Rey Toro Demonio hace siglos. Usó su bastón mágico para atrapar al Rey Toro Demonio dentro de Flower Fruit Mountain. Doblado por Sean Schemmel  en inglés y Dicky Cheung en la versión en mandarín .

### Villanos
Demon Bull King (" DBK " para abreviar): Esposo de la princesa Iron Fan y padre de Red Son. Es el principal antagonista de la serie Lego Monkie Kid . Demon Bull King fue derrotado por Monkey King hace siglos y quedó atrapado dentro de  Flower Fruit Mountain . Expresado por Steve Blum . 
Red Son : Hijo del Rey Toro Demonio y la Princesa Iron Fan. Es un científico loco que construye armas diabólicas y tiene un temperamento literalmente caliente cuando es humillado frente a su padre. Expresado por Kyle McCarley .
Princesa Iron Fan : Esposa de Demon Bull King y madre de Red Son. Ella maneja el abanico mágico que puede convocar torbellinos. Expresado por Gwendoline Yeo .
Bull Clones : un ejército de robots toros mecánicos creados por Red Son y liderados por el General Ironclad. También expresado por Steve Blum.
Gold Horn Demon y Silver Horn Demon : los hermanos demonios gemelos Jin y Yin. También expresado por Sean Schemmel y Dave B. Mitchell.
Spider Queen : es la líder de los Spider Demons. Expresado por Kimberly Brooks .
Macaque : la contraparte malvada del Rey Mono que comparte sus poderes y quiere asumir su papel. Doblado antes por Billy Kametz (RIP), y en la 4 temporada dobldo por Alejandro Saab
Lady Bone Demon : un demonio espiritual que fue sellado dentro de una tumba. Después de ser liberado por el Rey Toro Demonio, el espíritu se apoderó del cuerpo del Rey Toro Demonio y trató de destruir a Monkie Kid, solo para que Monkie Kid lo derrotara y liberara al Rey Toro Demonio de su posesión. Sin que ellos lo supieran, deambula por la ciudad y poseía a una niña. También doblada por Stephanie Sheh como susurros y Victoria Grace como la niña.

## Conjunto de construcción
Según Bricklink , The Lego Group ha lanzado 22 juegos y paquetes promocionales basados en el tema Lego Monkie Kid . 

### Primera ola
El tema Lego Monkie Kid se lanzó el 16 de mayo de 2020. Como parte de la campaña de marketing, The Lego Group lanzó la primera ola de sets inspirados en Monkey King y Journey to the West . Cada conjunto presentaba diferentes mechas, edificios y vehículos gigantes. También se lanzaron minifiguras que incluyen a Monkie Kid, Mei, Monkey King, Mo the cat, Sandy, Mr. Tang y Pigsy. Los sets fueron diseñados principalmente para niños mayores de 6 años. Se lanzaron un total de ocho sets, incluidos Monkey King Warrior Mech y Monkie Kid's Team Secret HQ. Además, se lanzaron dos bolsas de plástico promocionales, a saber, Monkie Kid's Delivery Bike y Build Your Own Monkey King. 

### Segunda ola
La segunda ola de juegos se lanzó el 1 de agosto de 2020. Se lanzaron un total de tres juegos, incluido el Cloud Roadster de Monkie Kid. A Monkey King Brickheadz también se lanzó como parte de esta ola.

### Tercera ola
La tercera ola de juegos se lanzó el 1 de marzo de 2021. Se lanzaron un total de seis juegos, incluidos el Dronecopter del equipo de Monkie Kid y el legendario Flower Fruit Mountain. Además, Monkie Kid's RC Race y Mini Monkey King Warrior Mech fueron lanzados como un set exclusivo y una bolsa de plástico promocional respectivamente. 

### Cuarta ola
La cuarta ola de sets se lanzará el 1 de julio de 2021. Se lanzarán un total de tres sets, incluido The Bone Demon.

## Series de televisión
Monkie Kid es una serie de televisión inspirada en Monkey King y Journey to the West y producida por Flying Bark Productions para coincidir con el lanzamiento de los sets de Lego del tema. La serie se estrenó en TV3 en Malasia el 13 de septiembre de 2020 y debutó en Channel 9 en Australia el 13 de marzo de 2021

## Otros Medios

### Publicaciones
A partir de 2021 se lanzó una revista trimestral de edición limitada Lego Monkie Kid publicada por CoroCoro para acompañar la línea de juguetes solo disponible en Japón.